# Plexo suprarrenal
El plexo suprarrenal se origina a partir de ramas del plexo celíaco, de los ganglios celíacos y de los nervios frénico y esplácnico mayor, formándose un ganglio en el punto de unión con este último nervio.
El plexo inerva a la glándula suprarrenal, distribuyéndose principalmente a su médula; sus ramas se destacan por su gran tamaño en comparación con el órgano al que inervan.